# 韋丁頓伍茲 (阿肯色州)
韋丁頓伍茲（英語：Wedington Woods）是位於美國阿肯色州華盛頓縣的一個非建制地區。該地的面積和人口皆未知。

## 地理
韋丁頓伍茲的座標為36°05′40″N 94°18′37″W / 36.09444°N 94.31028°W，而該地的平均海拔高度為351米（即1152英尺）。